# Black Diamond Bay
Black Diamond Bay è l'ottavo brano dell'album Desire di Bob Dylan. Il testo, di Dylan e Jacques Levy e lascamente ispirato al romanzo Vittoria - Una storia delle isole di Joseph Conrad (ambientato in una località chiamata Black Diamond Bay), racconta dell'eruzione di un vulcano che fa sprofondare un'isola; questo evento viene raccontato dal punto di vista degli isolani e di coloro che apprendono la notizia alla televisione.